# Болградський міський парк
Болградський міський парк — парк-пам'ятка садово-паркового мистецтва місцевого значення в Україні. Розташований на території міста Болград Одеської області, на узбережжі озера Ялпуг.
Площа — 19,1 га. Статус отриманий у 1972 році. Перебуває у віданні комунального відділу Болградської міської ради.

## Історія
Заснування парку культури та відпочинку відбулося майже одночасно з виникненням центру болгарського етносу у Південній Бессарабії м. Болграда (у 1822 —1824 рр.) та пов'язане з ім'ям голови опікувального комітету зі справ іноземних поселенців півдня Росії генералом-лейтенантом Іваном Інзовим. За легендою, він власноруч садив тут дерева. Нині у парку зростає понад 40 видів деревно-чагарникових порід.
У різні роки парк називався по-різному: «Казенний сад», згодом  — «Народний сад», а з 1944-ого року отримав назву — парк культури та відпочинку ім. Олександра Пушкіна.
Первинна висадка парку складала понад 8 тисяч живців винограду, більше 12 тисяч кущів та близько 4 тисяч дерев.
За проектом інженера-майора та ад'ютанта генерала Інзова Сергія Малевінського, під чиїм керівництвом тривали роботи по облаштуванню парку, було побудовано павільйон, де знаходилися бібліотека й більярдна. Мініатюрний будиночок був й літньою резиденцією самого Інзова. У парку розташовано будинок з вежею, подібний до старовинного замку, де за часів Радянської влади розташовувалася бібліотека ім. Олександра Пушкіна.
На виконання Закону України «Про засудження та заборону пропаганди російської імперської політики в Україні та деколонізацію топонімії», від 27 липня 2023 року, парк було перейменовано, і з 5 квітня 2024 року він отримав сучасну назву — Болградський міський парк.

## Опис
У парку зростає старий дуб, якому приблизно 200 років. Він перебуває у задовільному стані, має висоту 22 м, діаметр стовбура — 120 см, на рівні ґрунту — майже 2 м. Це дерево заслуговує включення до природно-заповідного фонду Одеської області.
Також у наявності біла шовковиця, в'яз, китайська туя.
У парку є упорядковані джерела, вода з яких використовується населенням.

## Галерея

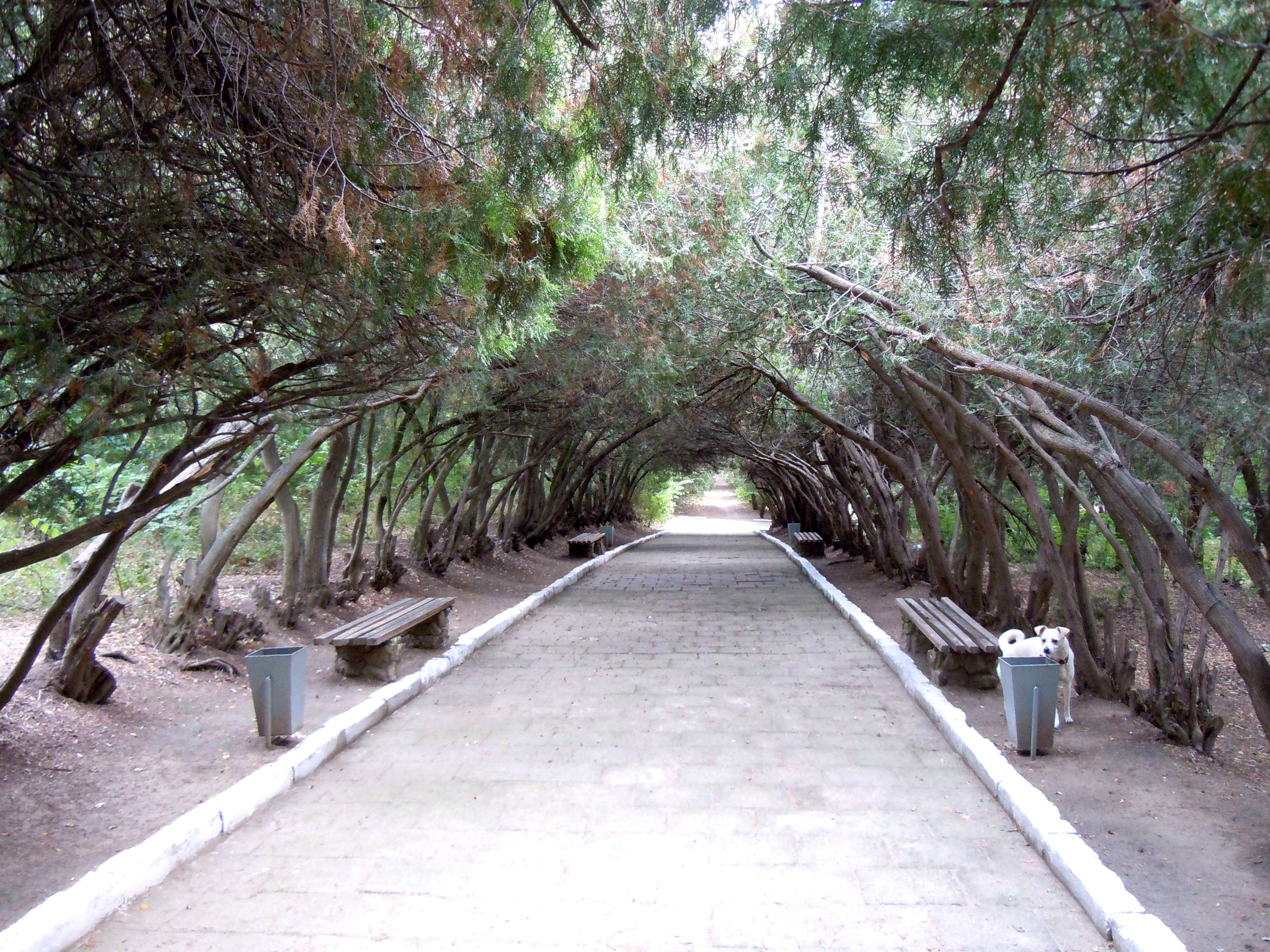
Алеї парку
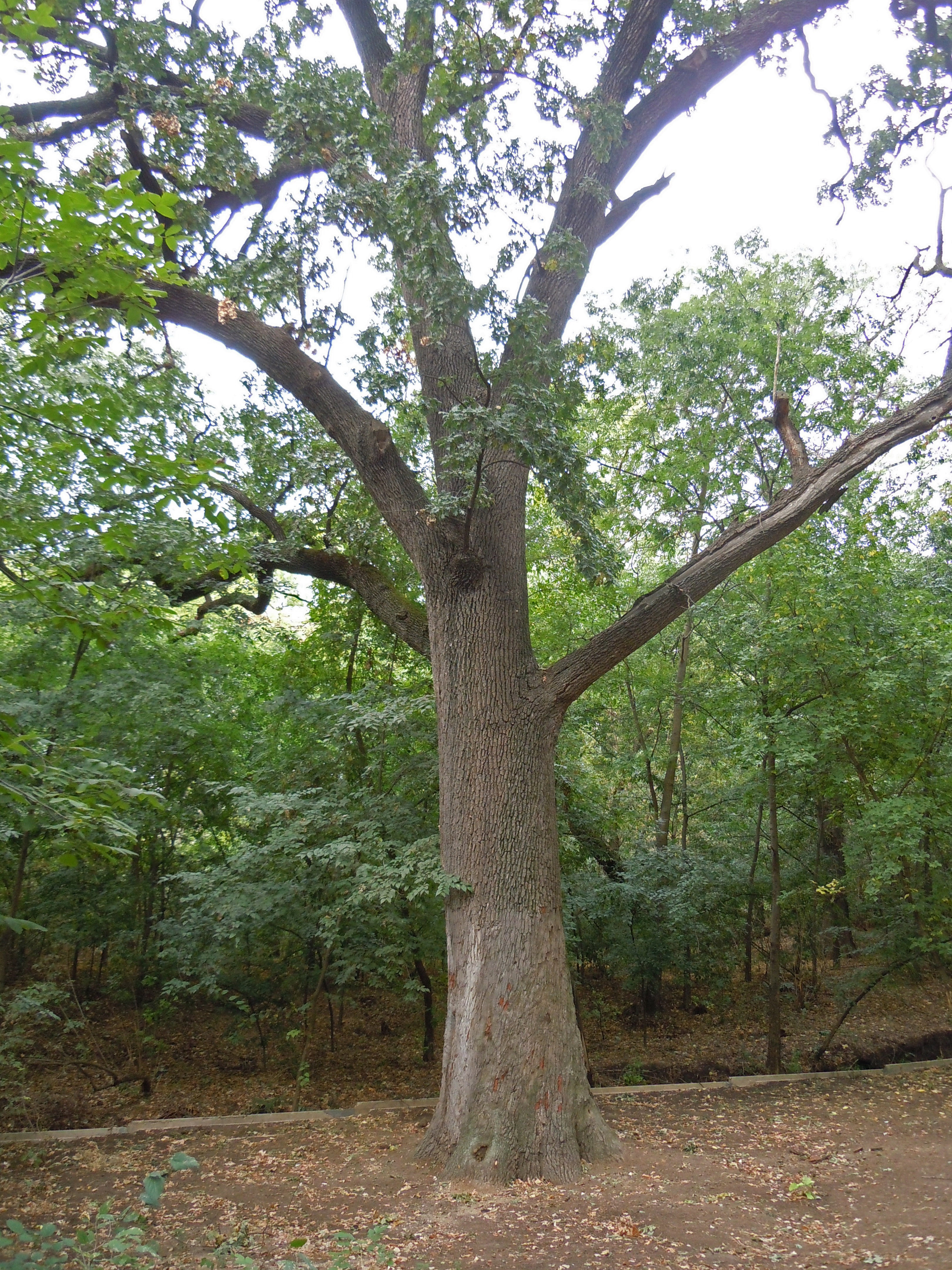
Старий дуб на території парку
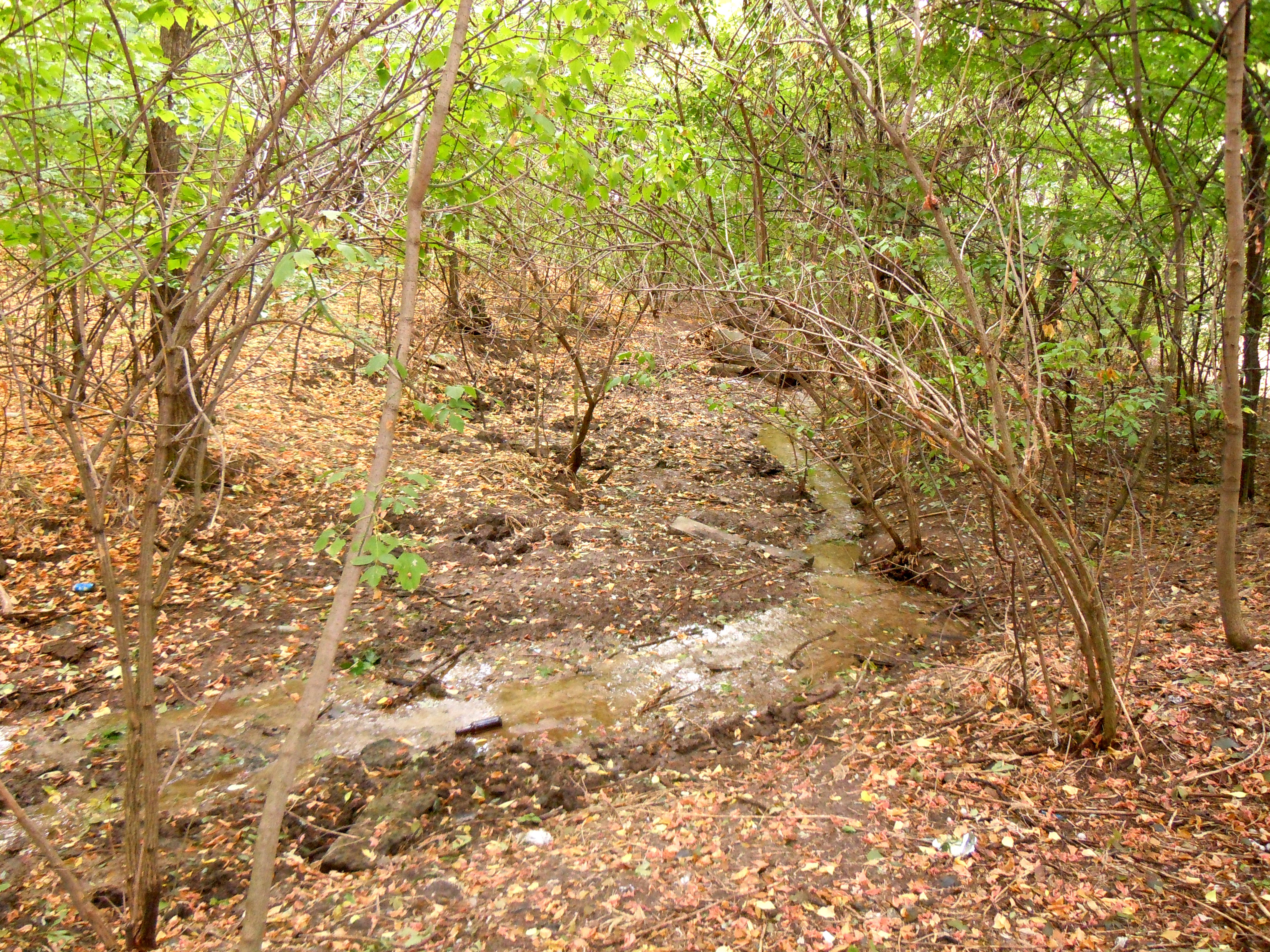
Струмок на території парку
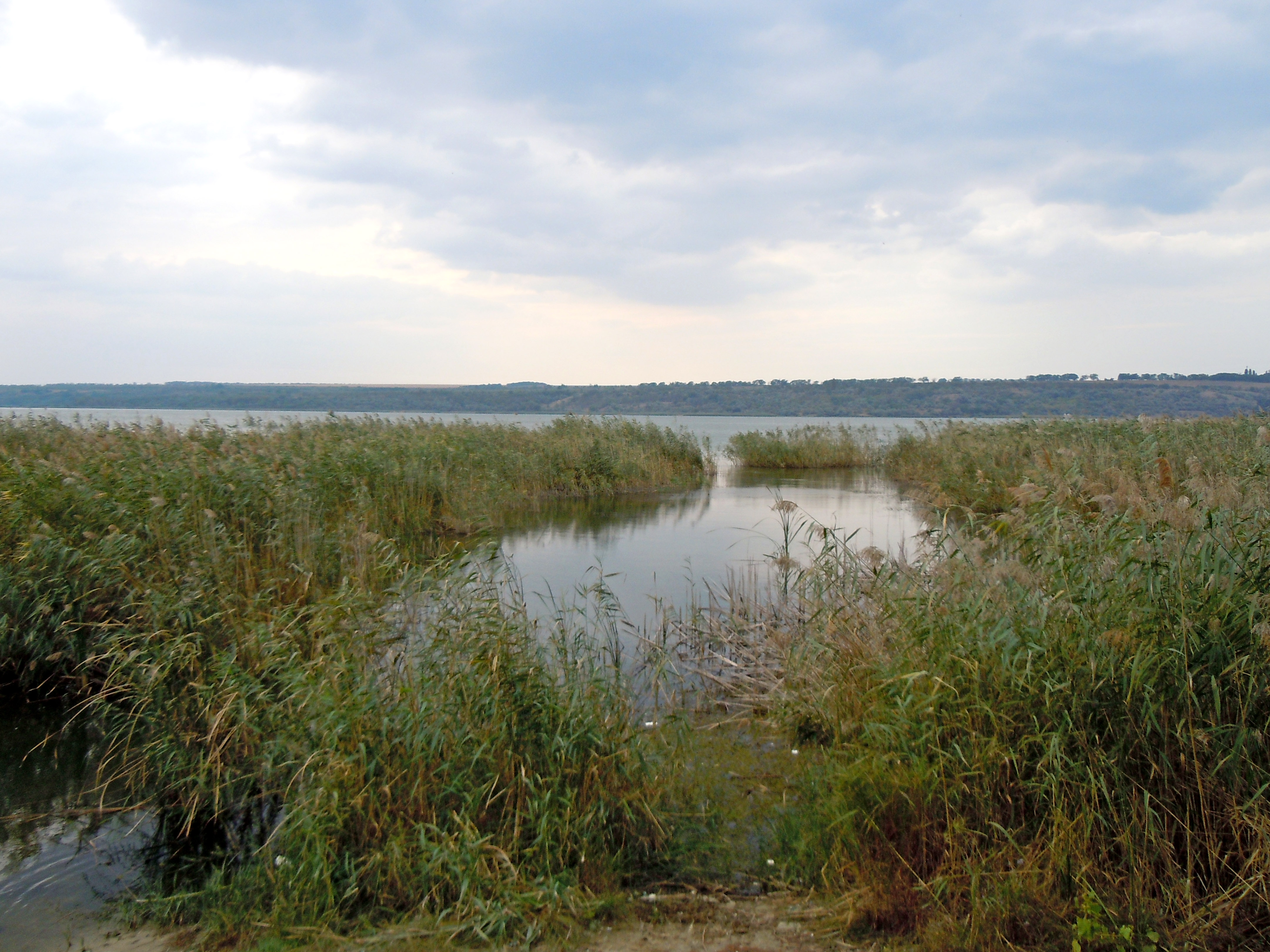
Узбережжя озера Ялпуг у парку
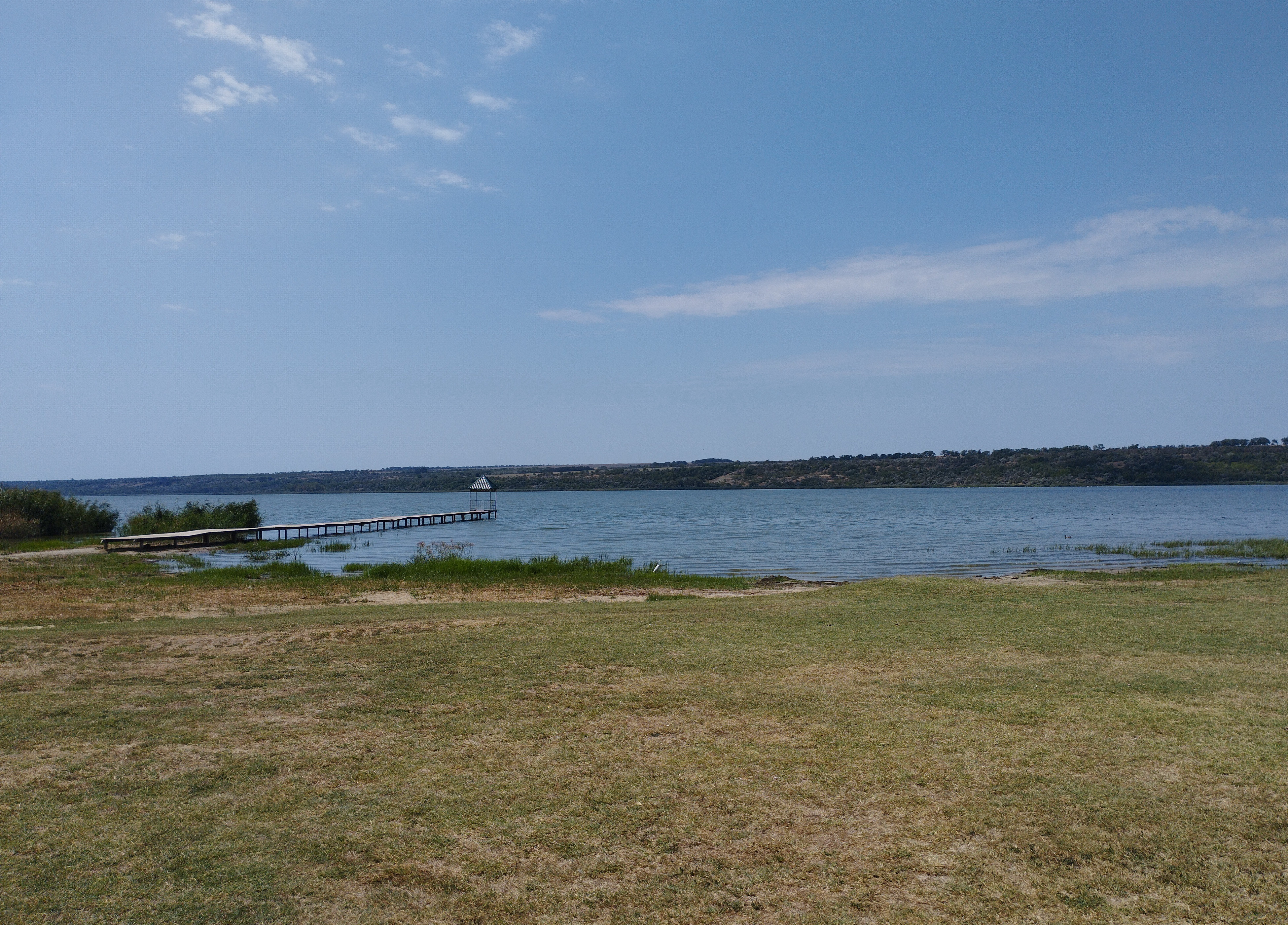
Дерев'яний пірс
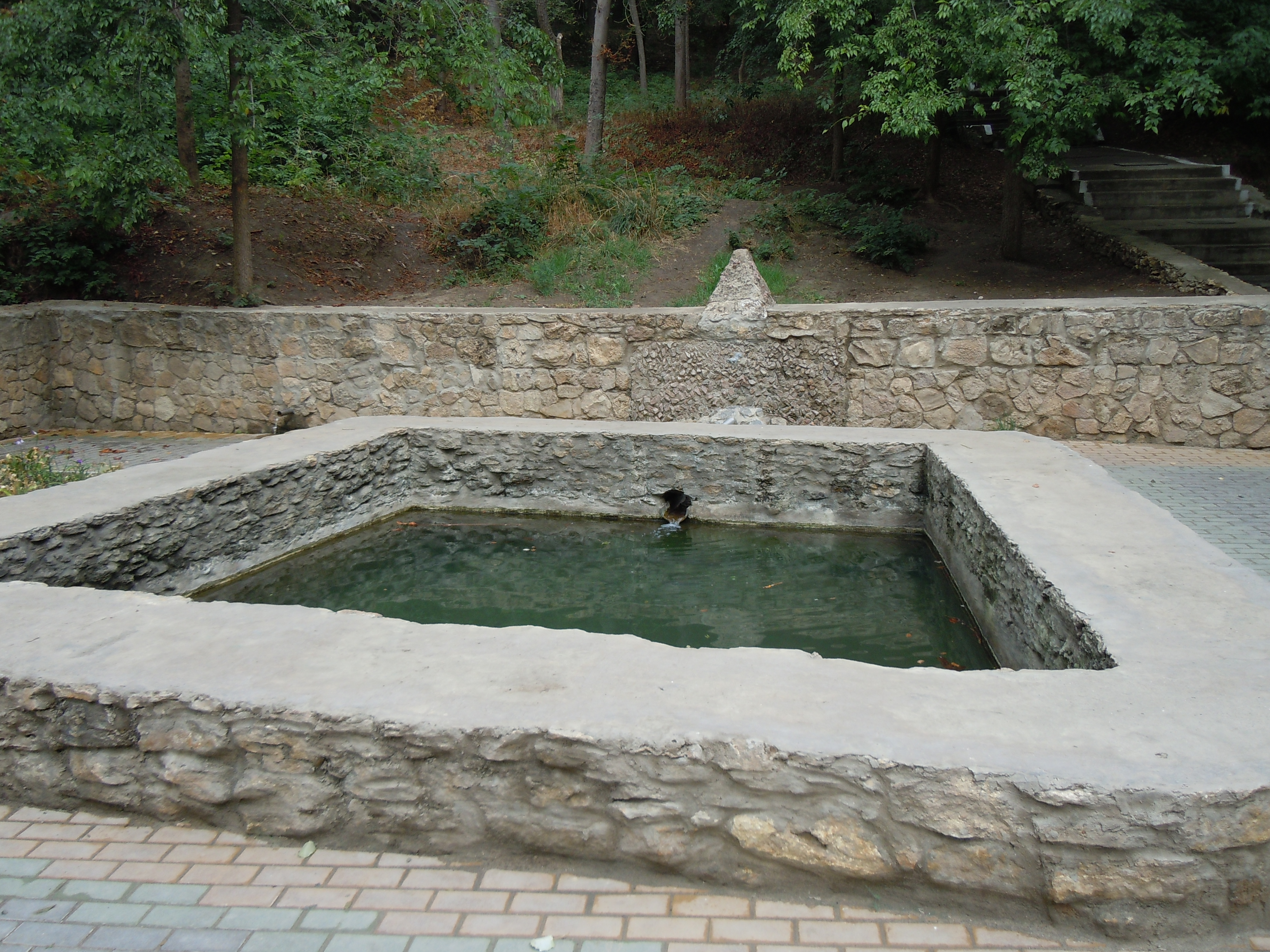
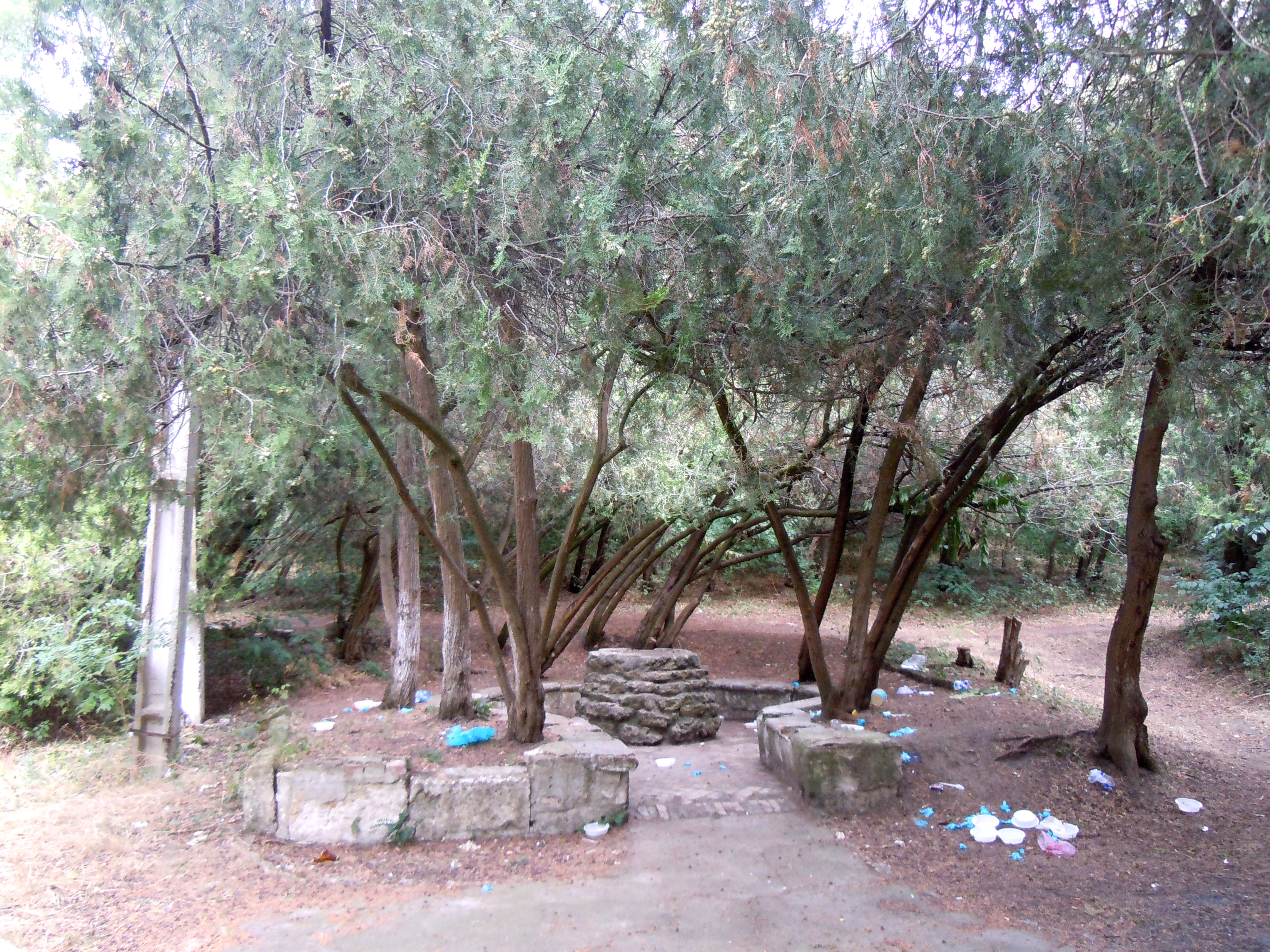
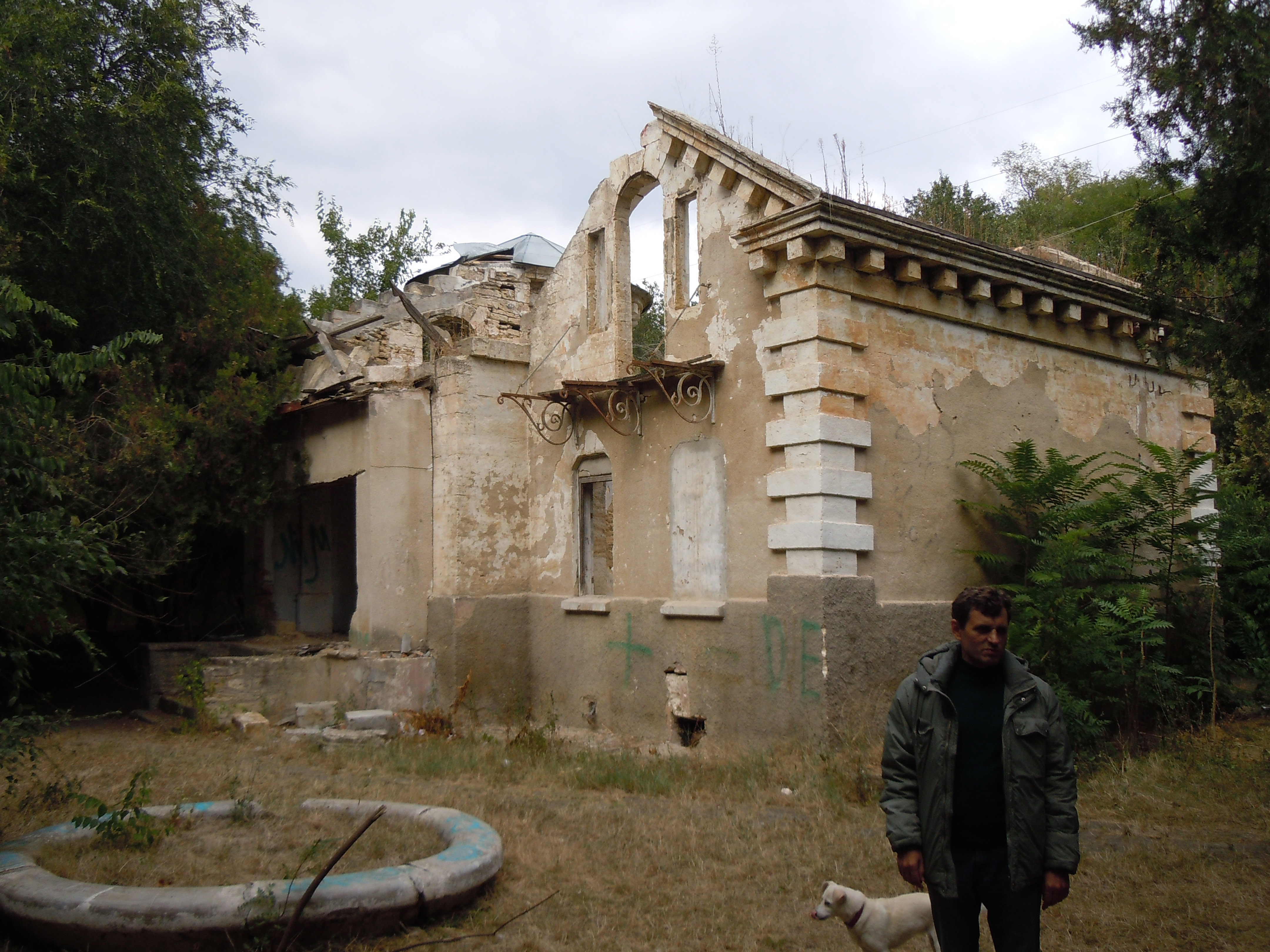
Руїни будинку підполковника-інженера С. М. Малевинського
Колишній пам'ятник Пушкіну О. у парку
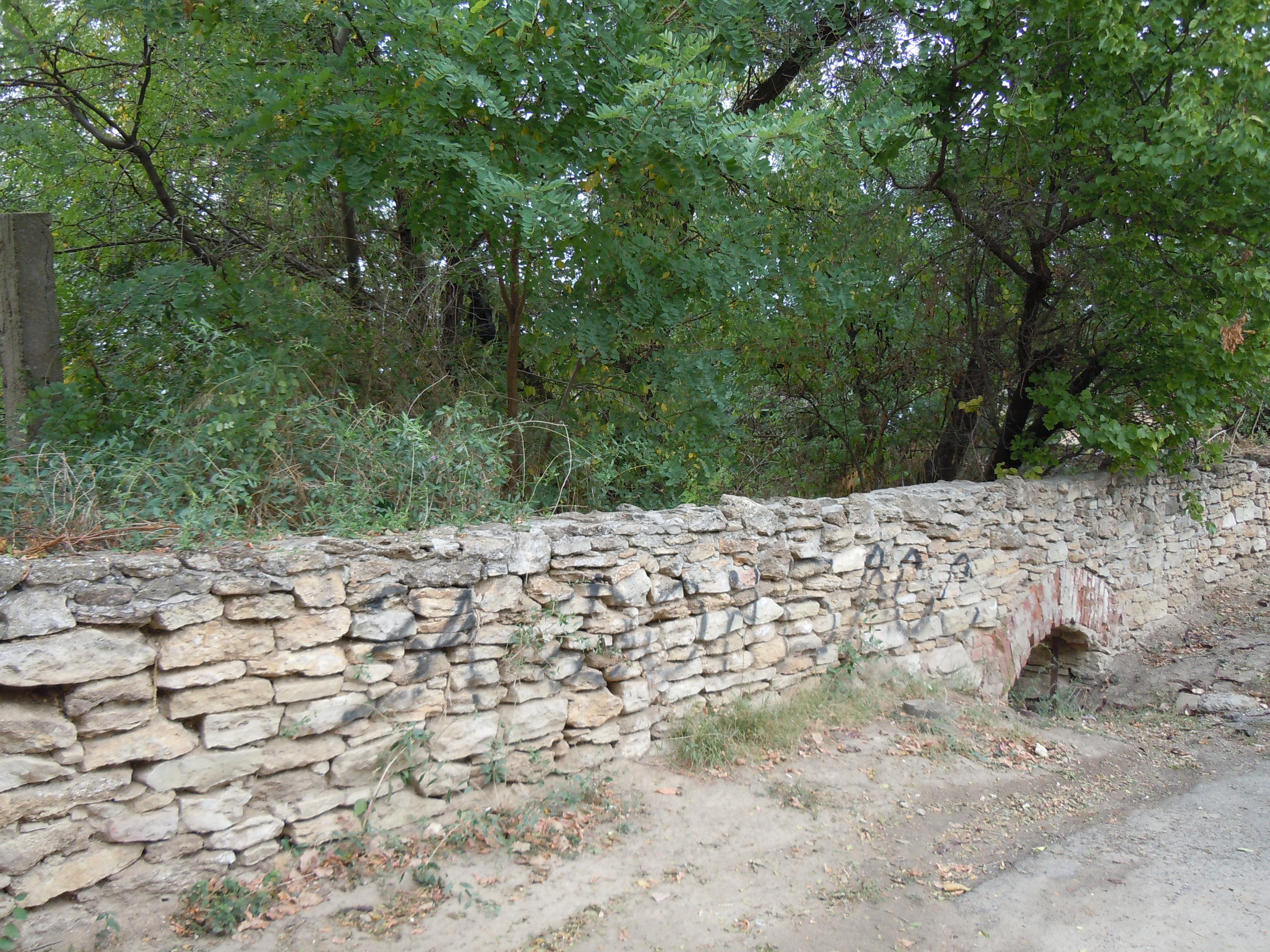
Зовнішня огорожа парку